# The Idol (film 2015)
The Idol è un film palestinese del 2015 diretto da Hany Abu-Assad.
È stato presentato fuori concorso al Toronto International Film Festival del 2015 e selezionato per l'Oscar al miglior film in lingua straniera ai Premi Oscar 2017.
Il film racconta una versione romanzata della vita di Mohammed Assaf, cantante di matrimoni di un campo profughi della Striscia di Gaza, vincitore del concorso di canto Arab Idol nel 2013.

## Trama
Gaza, 2005. Mohammed è un bambino piccolo, che suona in una band insieme a sua sorella Nour e due amici. Riconoscendo le possibilità che l'incredibile voce di Mohammed ha da offrire, hanno deciso di diventare una vera band e presto iniziano a suonare ai matrimoni. Nour, tuttavia, si sente mancare durante una performance e si scopre che soffre di insufficienza renale, costringendo la sua famiglia a comprarle un trapianto di rene o a sottoporsi a dialisi settimanale. Poiché il trapianto è troppo costoso, Mohammed si prefigge l'obiettivo di raccogliere abbastanza soldi come cantante per acquistarlo. Prende lezioni di canto e fa amicizia con una ragazza di nome Amal, anche lei affetta da malattie renali, durante le sessioni di dialisi di Nour. Nonostante il trattamento, Nour muore e Mohammed rimane disilluso e depresso.
Sette anni dopo, nel 2012, Mohammed si esibisce con una band per lo spettacolo Palestinian Idol, ma le restrizioni sui viaggi a Gaza gli impediscono di andare effettivamente in studio a Ramallah e lo costringono a esibirsi su Skype. Le cattive condizioni dell'elettricità a Gaza influenzano la performance, frustrando Mohammed, che smette quindi di cantare. Però Amal lo ispira e, con il sostegno della sua famiglia, Mohammed decide andare fisicamente a fare un provino per Arab Idol. Attraversare il confine da Gaza in Egitto, dove si svolgeranno le audizioni, è quasi impossibile e Mohammed viene scoperto con un visto falso al valico di confine di Rafah, ma dopo aver eseguito una canzone religiosa per l'impiegato di frontiera, viene ammesso, con l'avvertimento che potrebbe essere difficile per lui tornare a Gaza. Al Cairo, Mohammed scopre che le audizioni erano già in corso e che tutti i posti erano prenotati, e come atto di disperazione irrompe nell'edificio dove un giovane cantante gli offre il suo spazio dopo averlo sentito cantare in bagno. Mohammed esegue con successo le audizioni per lo spettacolo e presto gli viene concesso un pass per Beirut per partecipare alla competizione principale.
Con il progredire dello spettacolo, la reputazione di Mohammed cresce tra i palestinesi, che si dimostrano estasiati dal fatto che un uomo palestinese si stia comportando così bene e ottenga così tanto successo, incoraggiando l'orgoglio nazionale palestinese e ispirando speranza e ottimismo. La pressione di questo arriva a Mohammed, che ha un attacco di panico proprio prima delle finali. Con il supporto di uno dei giudici dell'audizione e di Amal (al telefono), Mohammed si rialza e torna a esibirsi. Il film termina passando a filmati di vita reale di Mohammed Assaf che vince il titolo di Arab Idol, seguito da una breve panoramica della vita di Assaf dopo il finale.